# Блейберг, Мирон
Мирон Блайберг (ивр. מירון בלייברג‎; род. 9 февраля 1955, Хайфа, Израиль) — израильский и австралийский тренер, первый тренер клуба А-Лиги «Квинсленд Роар».

## Биография
Родился в городе Хайфа, закончил старейшую частную школу «Реали». Служил в ВМС Израиля в ранге капитана, командовал сторожевыми и ракетными кораблями, патрулировал побережье Израиля от Хайфы до Синая и в Красном море.
Первым клубом в тренерской карьере стал «Хапоэль» (Кирьят-Хаим), выступавший в Лиге Бет. После переезда в Австралию возглавлял клуб «Мельбурн Кроация» в сезонах 1985 и 1986 годов. В 1987 году возглавил «Мэрибернонг Полония», с которым выиграл чемпионат штата, позднее у клуба начались финансовые проблемы и Блейберг покинул клуб.
Позднее возглавлял клубы «Кройдон Сити», «Гейдельберг Юнайтед», «Брисбен Юнайтед», «Норт-Стар», с которым становился победителем чемпионата Квинсленда, и «Квинсленд Лайонс».
Перед первым сезоном назначен главным тренером «Квинсленд Роар». Хотя Роар не вышли в плей-офф, стиль игры вызывал симпатию у болельщиков и средств массовой информации. Также привлекали внимания и резкие высказывания в духе Жозе Моуринью. В сезоне после серии неудачных игр подал в отставку и вместо него назначен главным тренером Фрэнк Фарина.
В 2008 году назначен директором по футболу и главным тренером нового клуба «Голд-Кост Юнайтед». Владелец команды миллиардер Клайв Палмер переманил его у своих конкурентов по заявке на участие в А-Лиге от города Голд-Кост команды «Голд-Кост Старс».
В сезонах 2009/10 и 2010/11 выводил клуб в стадию плей-офф, заняв в регулярном чемпионате 3 и 4 места в регулярном чемпионате. В 2011/12 покинул клуб из-за конфликта с Палмером относительно дебюта и капитанства в матче с «Мельбурн Харт», молодого футболиста Митча Купера.

## Достижения
- Обладатель Кубка НСЛ: 1 (1986)
- Победитель Чемпионата штата Виктория: 1 (1987)
- Победитель Чемпионата штата Квинсленд: 1 (1987)